# Tomás O'Horán y Escudero
Tomás Antonio Ignacio O'Horán Escudero (1819 - 1867) fue un general en las fuerzas armadas mexicanas que luchó durante la intervención francesa en México en 1862, distinguiéndose durante el sitio a la ciudad de Puebla. Fue designado gobernador y comandante militar del Estado de México por Benito Juárez. Más tarde se desempeñó como prefecto del Valle de México bajo el gobierno francés. Él y sus seguidores fueron fusilados por las fuerzas de Benito Juárez en 1867, después de que el ejército juarista volvió a tomar la Ciudad de México en 1867.

## Biografía
Fue hijo de Tomás Antonio O'Horán y Argüello, un político campechano y hermano de Agustín O'Horán un médico cuyo nombre fue dado al Hospital General de la SSA de Yucatán. Dentro de sus descendientes se encuentra su nieto Eduardo Fernández O’Horán, destacado cineasta de la Época de Oro del Cine Mexicano quien junto a María Magdalena Gurza Falfan, prima hermana del expresidente Francisco I. Madero, conciben a Olga Gurza Fernández (También Falfan).

### Segunda intervención francesa
Debido a su anterior afiliación con Juárez, O'Horán nuevamente se puso del lado de Juárez contra el Imperio francés y los imperialistas mexicanos que apoyaban a Maximiliano. Inicialmente recibió el sobrenombre de "el Inmortal de Atlixco", logró repeler a las fuerzas imperiales mexicanas junto con el general Antonio Carvajal, que jugó un papel importante en la victoria republicana durante la Batalla de Puebla. Durante la batalla, su amigo liberal Antonio Taboada le preguntó a O'Horán si le gustaría cambiar de bando, alegando que si lo hacía, México alcanzaría la estabilidad económica, social, cultural pero por el momento se negó. [2] [3] Más tarde, en el Asedio de Puebla, O'Horán lanzó una incursión a través de las líneas de asedio francesas para entregar bienes a los republicanos que ayudaron a prolongar el asedio. [4] Debido a sus logros militares, Juárez nombró a O'Horán gobernador militar de Morelia y posteriormente gobernador del Estado de México. Sin embargo, después de que las fuerzas republicanas evacuaron el centro de México y en una situación laboral difícil, O'Horán desertó al Ejército Imperial Mexicano y logró sofocar los disturbios en Tlalpan. [1]
Luego, O'Horán fue nombrado alcalde de la Ciudad de México cuando las fuerzas de Juárez comenzaron a sitiar la Ciudad de México . A pesar de oponer resistencia, O'Horán se vio obligado a huir de la ciudad pero, mientras huía, fue apresado y condenado a muerte por traición. [5] El general Porfirio Díaz solicitó a Juárez que perdonara a O'Horán debido a su servicio anterior, pero Juárez se mantuvo firme en la ejecución de O'Horán. Luego escribió un manifiesto, afirmando que simplemente quería poner orden en México, que nunca tuvo la intención de respaldar los intereses de potencias extranjeras y que no merecía la muerte por un error político debido a su servicio previo al país. No obstante, O'Horán fue ejecutado por un pelotón de fusilamiento el 21 de agosto de 1867. [1] [6]